# Partito Interno
Il Partito Interno (Inner Party in lingua inglese) è una suddivisione interna al partito immaginario del Socing, inventato da George Orwell nel suo romanzo distopico 1984 (1949).

La struttura piramidale della società oceaniana in 1984.

I membri del Partito Interno rappresentano l'aristocrazia del partito e la fascia più privilegiata della popolazione dello stato immaginario di Oceania: sono infatti l'unica parte della popolazione che ha continuato a vivere sostanzialmente come prima della Rivoluzione. Nelle case dei membri del Partito Interno si consumano tutti i generi alimentari e di lusso che si consumavano prima dell'avvento al potere del Grande Fratello: dal caffè non sintetico al vero gin, fino a sigarette di qualità e allo zucchero al posto della saccarina che consuma la restante parte della popolazione. Indossano una tuta nera, rispetto alle tute di colore blu dei membri del partito esterno. 
Nelle loro abitazioni, fornite tutte di ogni comfort, i membri del Partito Interno sono serviti almeno da due o tre maggiordomi. Inoltre, hanno il potere di spegnere i teleschermi che sorvegliano le proprie abitazioni, sia pur per un breve periodo di tempo. Il Partito Interno è composto da meno del 2% della popolazione oceanica, mentre i membri del Partito Esterno sono il 13% della popolazione complessiva e i prolet l'85%.
Nel romanzo, viene presentata abbastanza dettagliamente la vita di un membro in particolare del Partito Interno: O'Brien.